# Субпрефектура Пенья
Субпрефектура Пенья (порт. Subprefeitura da Penha) — одна из 31 субпрефектур города Сан-Паулу, находится в восточной части города. Общая площадь 42,8 км². Численность населения — 476 489 жителей.
В составе субпрефектуры Пенья 4 округа:
- Пенья (Penha)
- Кангаиба (Cangaíba)
- Вила-Матильде (Vila Matilde)
- Артур-Алвин (Artur Alvim)